# Charles Thévenin
Charles Thévenin (Paris, 12 de Julho de 1764 – 28 de Fevereiro de 1838) foi um pintor francês neoclássico, conhecido pelos seus quadros sobre a Revolução francesa e Primeiro Império Francês.

## Biografia
Nascido em Paris, filho de um arquiteto da corte, Charles estudou pintura na Académie royale de peinture et de sculpture com François-André Vincent. Ganhando o segundo prêmio no Prix de Rome para Joseph reconhecido por seus irmãos em 1789, ele ganhou o primeiro prêmio em 1791 por Regulus retornar a Carthage.
Assim, ele recebeu suas primeiras encomendas e em 1790 produziu a primeira versão de A tomada da Bastilha, que produziu uma série de comentários. Ele recebeu um segundo prêmio no Concurso do Ano II em 12 de julho de 1789.
Depois de abandonar a pintura histórica por temas decorativos, em 1798 ele produziu Augereau na ponte de Arcole, o primeiro de uma série de pinturas que glorificavam o Império. Ele partiu para a Itália, permanecendo na Academia Francesa em Roma, conhecendo Dominique Ingres e tornando-se diretor da Academia de 1816 a 1823. Em seu retorno a Paris, foi eleito membro da Académie des Beaux-Arts em 1825, então denominado Conservador do Cabinet des estampes na Bibliothèque nationale.

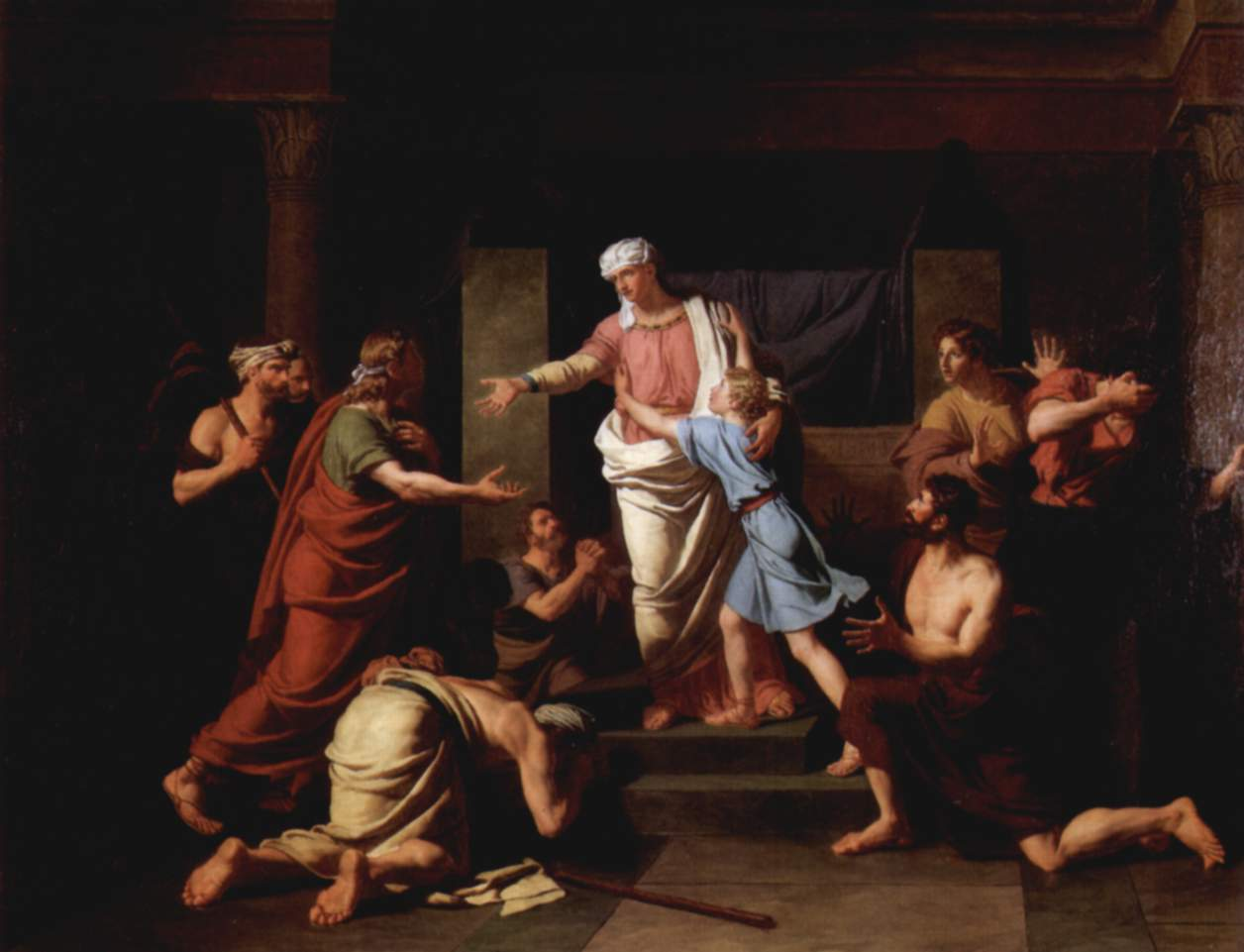
Joseph reconhecido por seus irmãos, 1789

## Trabalhos
- José reconhecido por seus irmãos (1789). Museu de Beaux-Arts, Angers.
- Um Vitorioso da Bastilha (1789). Museu Carnavalet, Paris.
- A Vingança do Povo após a Tomada da Bastilha ou Assassinato do Marquês de Pelleport (1789-90). Museu Carnavalet, Paris.
- O Marquês de Launay, governador da Bastilha, capturado pelos assaltantes em 14 de julho de 1789 (1789-93). Museu Carnavalet, Paris.
- A Tomada da Bastilha (gravura, 1790). Bibliothèque nationale de France, Paris.
- Régulo retornou a Cartago (1791). École nationale supérieure des Beaux-Arts, Paris.
- A Festa da Federação, 14 de julho de 1790, no Champ-de-Mars (1792). Museu Carnavalet, Paris.
- Édipo e Antígona (c. 1795-96). Assembleia Nacional, Paris.
- Augereau na Pont d'Arcole, 15 de novembro de 1796 (1798). Museu Nacional do Palácio de Versalhes.
- Jean-Baptiste de Monet, Chevalier de Lamarck (1802-03).
- Abadia de São Martinho de Sées (c. 1810).
- Rendição da cidade de Ulm, 20 de outubro de 1805, Napoleão I recebendo a capitulação do general Mack (1815)

## Galeria

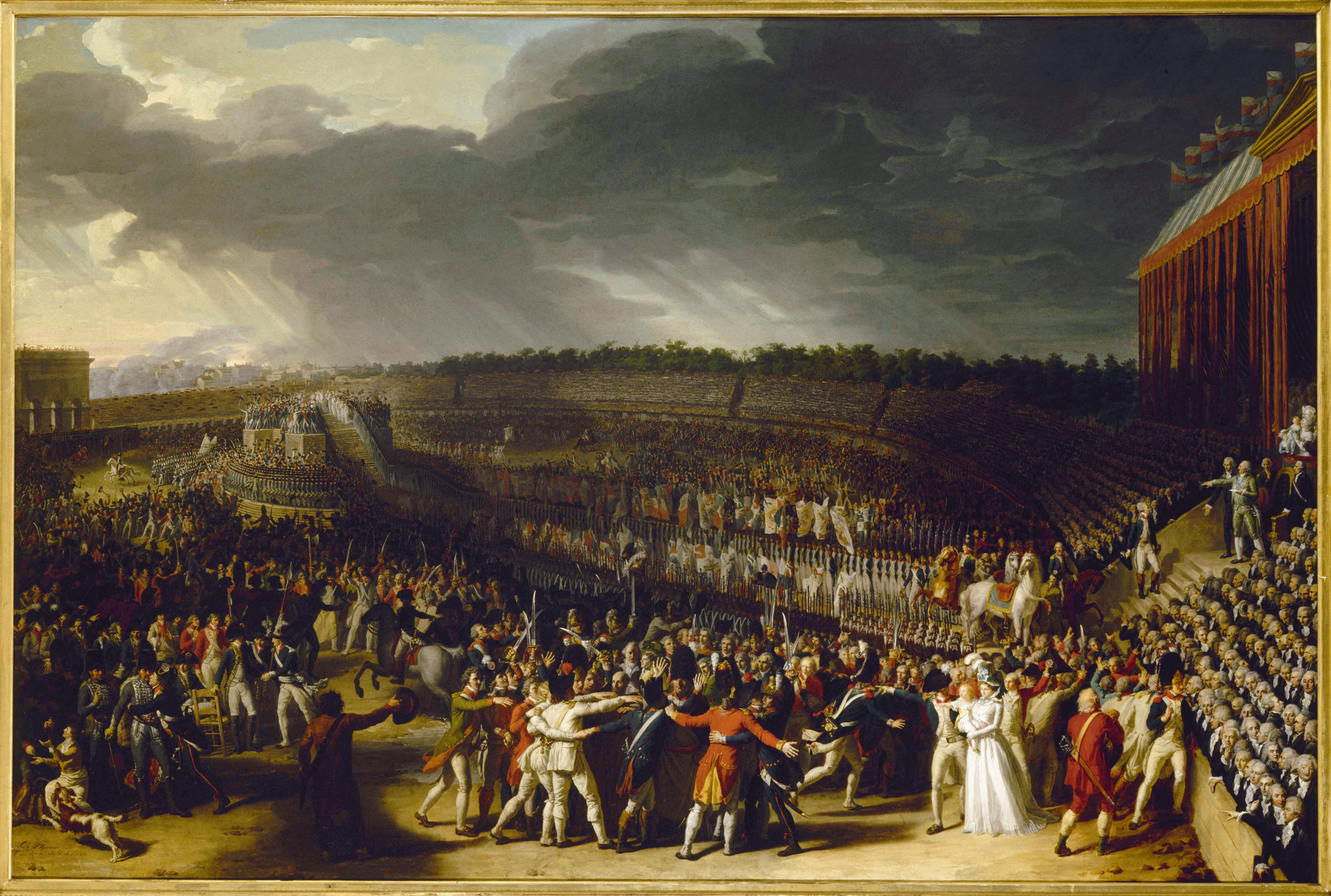
A Festa da Federação, 14 de Julho de 1790, no Champ-de-Mars (1792)
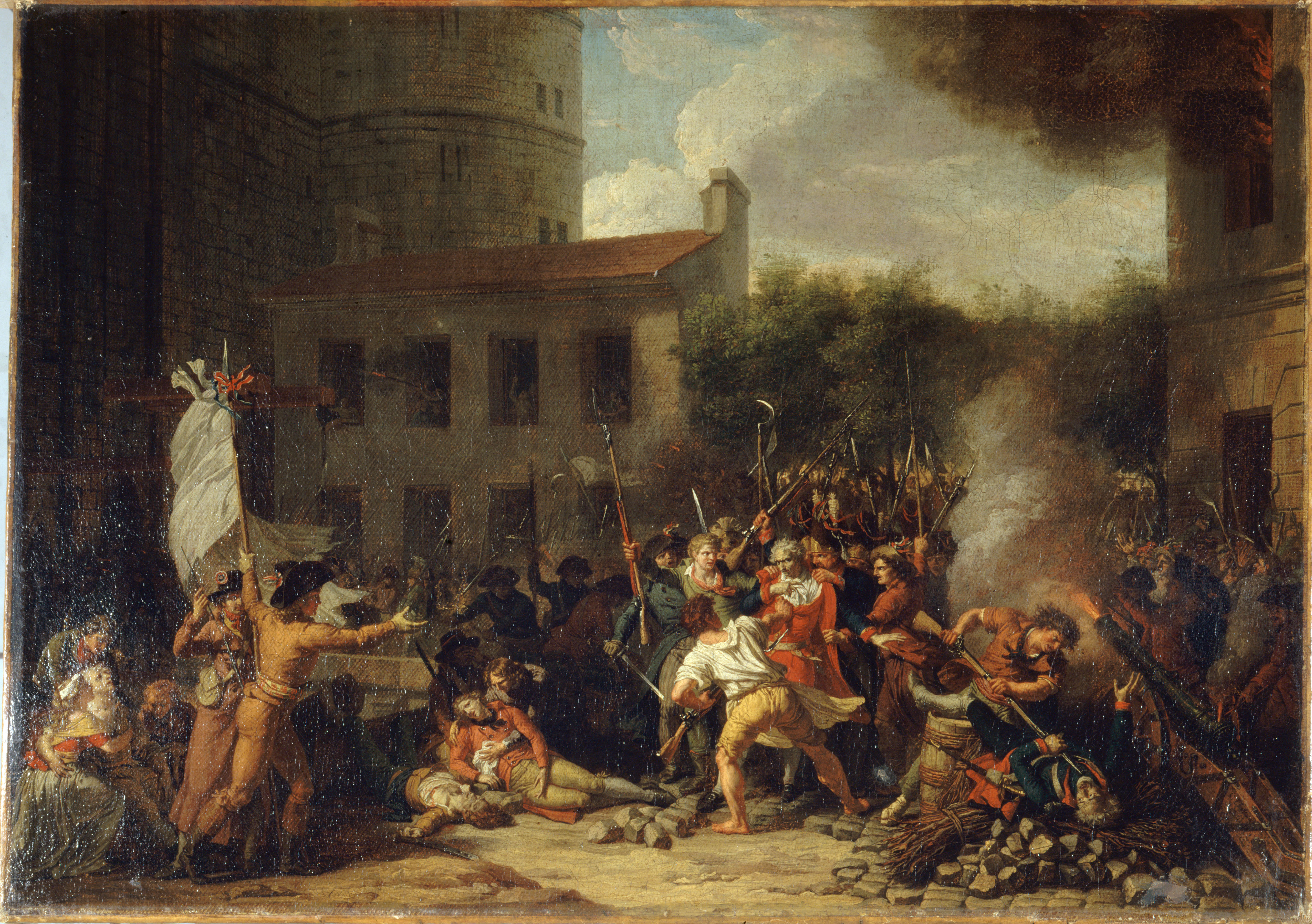
A Tomada da Batalha (1793)
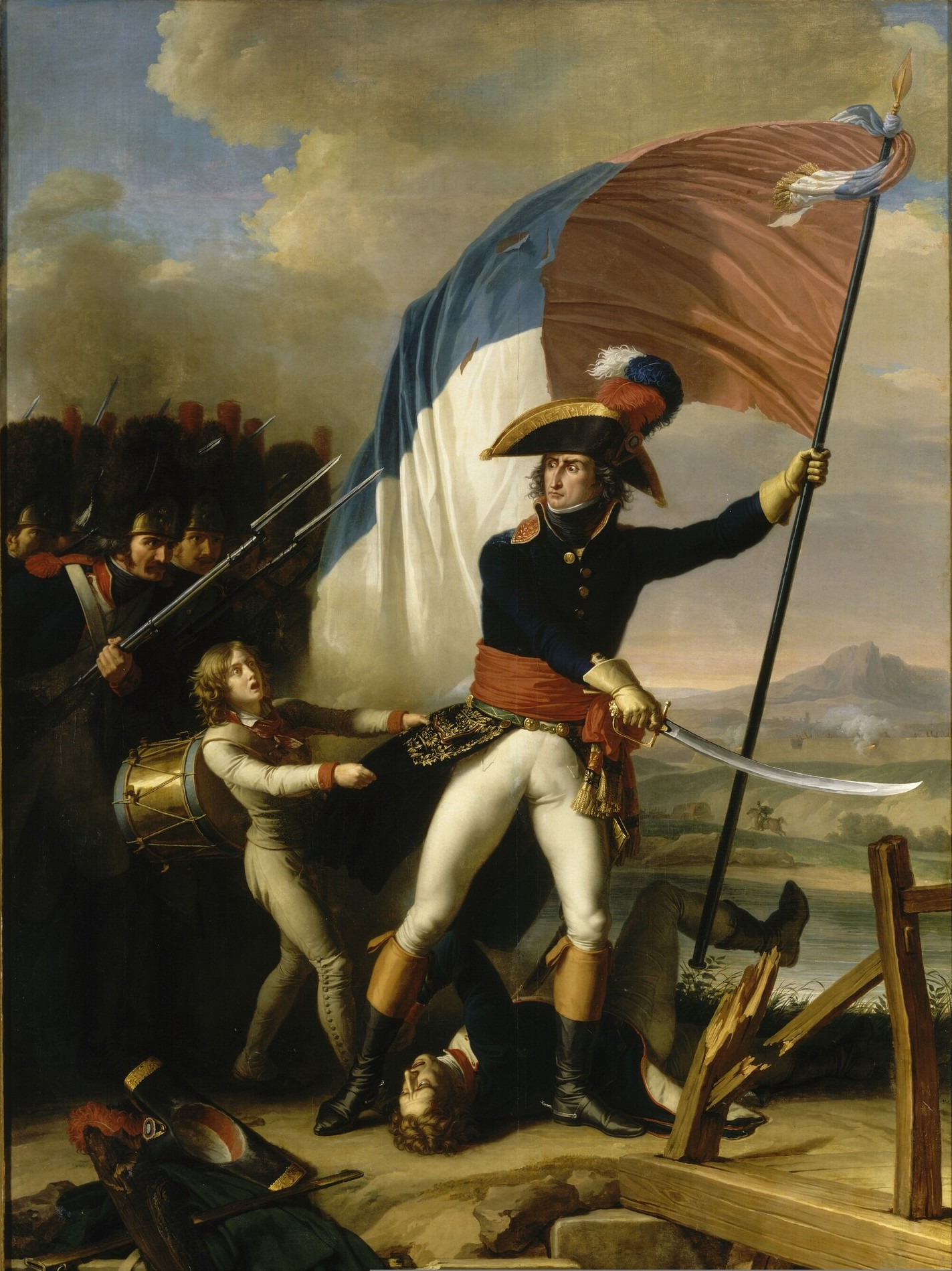
Augereau na ponte em Arcole, 15 de Novembro de 1796 (1798)
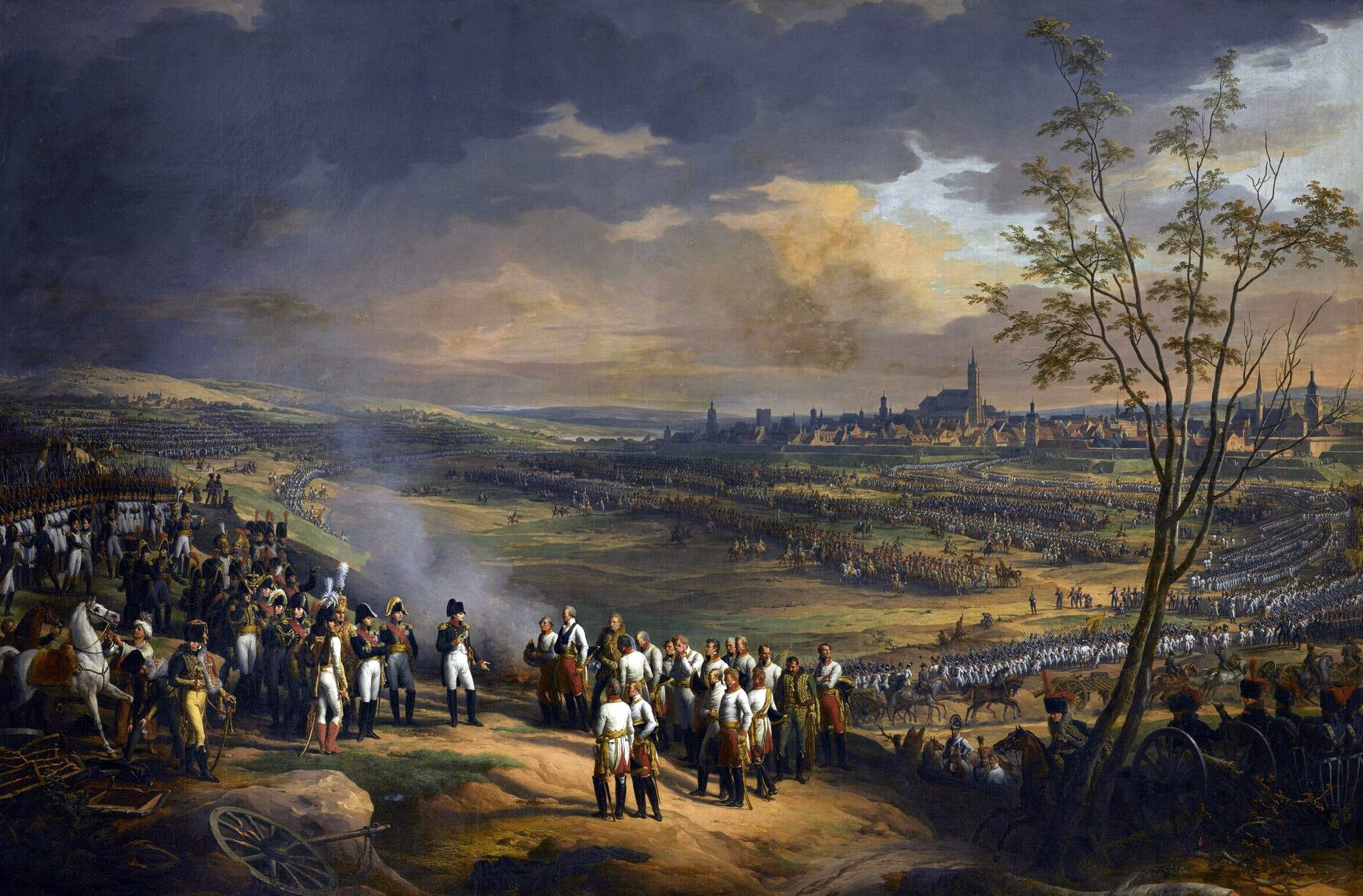
Rendição da cidade de Ulm, 20 de Outubro de 1805, Napoleão I recebe a capitulação do General Mack (1815)